# Бежаницкая волость (Псковская губерния)
Бежаницкая волость — административно-территориальная единица в составе Новоржевского уезда Псковской губернии РСФСР в 1924 — 1927 годах. Центром было село Бежаницы.
В рамках укрупнения дореволюционных волостей губернии, новая Бежаницкая волость была образована в соответствии с декретом ВЦИК от 10 апреля 1924 года из упразднённых Аполинской, Дворицкой, Туровской (без дд. Боярово, Симаново, Стихириха) волостей и разделена на сельсоветы: Аполинский, Апросьевский, Бежаницкий, Дворицкий, Луговский, Сущёвский, Туровский, Успенский.
В июне 1925 года образован Фишневский, а начале 1927 года — Картачевский, Мининский, Нарковский, в мае 1927 года — Краснолучинский сельсовет.
В рамках ликвидации прежней системы административно-территориального деления РСФСР (волостей, уездов и губерний), Бежаницкая волость была упразднена в соответствии с Постановлением Президиума ВЦИК от 1 августа 1927 года, а её территория включена в состав Бежаницкого района Псковского округа Ленинградской области.